# Anilide
| Anilide                                                                |
| Carbonsäureanilid (R1, R2 = H, Alkyl, Aryl oder andere Organylgruppe). |
| Sulfonanilid (R1, R2 = H, Alkyl, Aryl oder andere Organylgruppe).      |

Anilide sind chemische Verbindungen aus der Gruppe der Säureamide mit einer Phenylgruppe am Stickstoffatom. Sie leiten sich somit formal von Anilin, bzw. Anilinderivaten ab. Ist ein Wasserstoffatom der Aminogruppe des Anilins durch einen Acyl-Rest aus einer Carbonsäure ersetzt, so handelt sich um ein Carbonsäureanilid. Wenn die Aminogruppe des Anilins durch eine Sulfonylgruppe substituiert ist, handelt es sich um ein Sulfonanilid.
Eine isomere Struktur, bei der die Doppelbindung nicht zwischen Kohlenstoff und Sauerstoff, sondern zwischen Kohlenstoff und Stickstoff liegt und gleichzeitig eine Hydroxygruppe vorliegt, bilden die Amidate.

## Herstellung
Anilide entstehen aus Anilin durch Reaktion mit wasserfreien Carbonsäuren, Carbonsäurechloriden, Carbonsäureanhydriden oder Sulfonsäurechloriden.

## Verwendung
Arzneistoffe enthalten häufig eine Anilid-Funktion. Daneben haben einige chlorierte Anilide als Herbizide Bedeutung erlangt. Sulfonanilide wie Flusulfamid oder Metosulam finden Verwendung als Pflanzenschutzmittel. Verbindungen mit einer Difluromethylsulfinanilid-Grundstruktur werden als Reisherbizide eingesetzt.